# Championnats d'Asie de judo 2007
Navigation
Édition précédente Édition suivante
Les championnats d'Asie de judo 2007, dix-neuvième édition des championnats d'Asie de judo, ont eu lieu les 17 et 18 mai 2007 à Koweït, au Koweït.

## Médaillés

### Hommes
| Catégorie         | Or                            | Argent                            | Bronze                  |
| ----------------- | ----------------------------- | --------------------------------- | ----------------------- |
| −60 kg            | Masoud Haji Akhondzadeh (IRN) | Rishod Sobirov (UZB)              | Bazarbek Donbay (KAZ)   |
| −60 kg            | Masoud Haji Akhondzadeh (IRN) | Rishod Sobirov (UZB)              | Choi Min-ho (KOR)       |
| −66 kg            | Bang Gui-man (KOR)            | Khashbaataryn Tsagaanbaatar (MGL) | Arash Miresmaeili (IRN) |
| −66 kg            | Bang Gui-man (KOR)            | Khashbaataryn Tsagaanbaatar (MGL) | Toshiaki Umetsu (JPN)   |
| −73 kg            | Kim Chol-su (PRK)             | Rasul Boqiev (TJK)                | Shokir Muminov (UZB)    |
| −73 kg            | Kim Chol-su (PRK)             | Rasul Boqiev (TJK)                | Huang Chun-ta (TPE)     |
| −81 kg            | Kwon Young-woo (KOR)          | Sherali Bozorov (TJK)             | Egamnazar Akbarov (UZB) |
| −81 kg            | Kwon Young-woo (KOR)          | Sherali Bozorov (TJK)             | Takashi Ono (JPN)       |
| −90 kg            | Choi Sun-ho (KOR)             | Nematullo Asranqulov (TJK)        | Maxim Rakov (KAZ)       |
| −90 kg            | Choi Sun-ho (KOR)             | Nematullo Asranqulov (TJK)        | Danil Babaev (KGZ)      |
| −100 kg           | Takamasa Anai (JPN)           | Naidangiin Tüvshinbayar (MGL)     | Utkir Kurbanov (UZB)    |
| −100 kg           | Takamasa Anai (JPN)           | Naidangiin Tüvshinbayar (MGL)     | Yoo Kwang-sun (KOR)     |
| +100 kg           | Abdullo Tangriev (UZB)        | Mohammad Reza Roudaki (IRN)       | Shinya Katabuchi (JPN)  |
| +100 kg           | Abdullo Tangriev (UZB)        | Mohammad Reza Roudaki (IRN)       | Kim Sung-bum (KOR)      |
| Toutes catégories | Shinya Katabuchi (JPN)        | Mahmoud Miran (IRN)               | Youssef Al-Moneer (SYR) |
| Toutes catégories | Shinya Katabuchi (JPN)        | Mahmoud Miran (IRN)               | Kim Sung-bum (KOR)      |

### Femmes
| Catégorie         | Or                    | Argent                        | Bronze                         |
| ----------------- | --------------------- | ----------------------------- | ------------------------------ |
| −48 kg            | Emi Yamagishi (JPN)   | Kim Young-ran (KOR)           | Khumujam Tombi Devi (IND)      |
| −48 kg            | Emi Yamagishi (JPN)   | Kim Young-ran (KOR)           | Pak Ok-song (PRK)              |
| −52 kg            | Shi Junjie (CHN)      | Pak Myong-hui (PRK)           | Natsuko Kimishima (JPN)        |
| −52 kg            | Shi Junjie (CHN)      | Pak Myong-hui (PRK)           | Kim Kyung-ok (KOR)             |
| −57 kg            | Aiko Sato (JPN)       | Xu Yan (CHN)                  | Khishigbatyn Erdenet-Od (MGL)  |
| −57 kg            | Aiko Sato (JPN)       | Xu Yan (CHN)                  | Lee Eun-hee (KOR)              |
| −63 kg            | Yoshie Ueno (JPN)     | Dou Shumei (CHN)              | Marian Urdabayeva (KAZ)        |
| −63 kg            | Yoshie Ueno (JPN)     | Dou Shumei (CHN)              | Hong Ok-song (PRK)             |
| −70 kg            | Asuka Oka (JPN)       | Zhanar Zhanzunova (KAZ)       | Kim Mi-jung (KOR)              |
| −70 kg            | Asuka Oka (JPN)       | Zhanar Zhanzunova (KAZ)       | Khüreldorjiin Batkhishig (MGL) |
| −78 kg            | Liu Xia (CHN)         | Pürevjargalyn Lkhamdegd (MGL) | Kumiko Horie (JPN)             |
| −78 kg            | Liu Xia (CHN)         | Pürevjargalyn Lkhamdegd (MGL) | Sagat Abikeyeva (KAZ)          |
| +78 kg            | Midori Shintani (JPN) | Dorjgotovyn Tserenkhand (MGL) | Lee Jung-eun (KOR)             |
| +78 kg            | Midori Shintani (JPN) | Dorjgotovyn Tserenkhand (MGL) | Yuan Hua (CHN)                 |
| Toutes catégories | Yuan Hua (CHN)        | Mai Tateyama (JPN)            | Gulzhan Issanova (KAZ)         |
| Toutes catégories | Yuan Hua (CHN)        | Mai Tateyama (JPN)            | Lee Jung-eun (KOR)             |